# Nord Electro
Nord Electro è una serie di tastiere elettroniche costruite in Svezia da Clavia, caratterizzate dall'emulazione digitale di strumenti elettro-meccanici (come piani elettrici ed organi) e da un'estrema portabilità.

## Caratteristiche
Le tastiere Nord Electro sono divise in due sezioni. Una basata su dei campionamenti di pianoforte, piano elettrico ed altri strumenti a tastiera, integrabili con altre librerie di suoni messe a disposizione online gratuitamente da Clavia.
La seconda sezione consiste invece in un'emulazione digitale di organi elettrici: il suono in questo caso non è campionato, ma generato per sovrapposizione di armoniche a scelta dell'utente (in modo simile alle meccaniche degli strumenti originali, primo fra tutti l'organo Hammond B3), mediante l'uso di drawbars elettronici (rappresentati da barre grafiche LED).
È inclusa anche una sezione effetti, che riproduce i più popolari effetti "stomp box" e alcuni amplificatori, tra cui l'amplificatore rotante Leslie (normalmente utilizzato sull'Hammond B3), che possono essere utilizzati su qualsiasi strumento.
Come gli altri prodotti Clavia, gli strumenti della serie si distinguono per il loro caratteristico colore rosso. Nei modelli precedenti al Nord Electro 5, diversamente da quest'ultima e dalle tastiere appartenenti alla serie Nord Stage, è possibile suonare un solo strumento alla volta; si può tuttavia sdoppiare la tastiera, o utilizzarne un'altra via MIDI allo stesso tempo, allo scopo di ottenere un secondo manuale per l'organo. Il Nord Electro 5 presenta la possibilità di splittare la tastiera anche per i suoni campionati, oppure di usare due suoni contemporaneamente, presenti entrambi su tutta l'estensione della tastiera (layer).

## Modelli
La Nord Electro originale risale al 2001. Conteneva un emulatore di organo Hammond B3 e i samples di un Rhodes Stage 73, di un piano elettrico Wurlitzer, di un Hohner Clavinet e di un pianoforte acustico a coda. L'Electro era disponibile in entrambe le versioni da 61 e 73 tasti, e in una versione rack.
Nel 2002 venne lanciata la Nord Electro 2, con nuovi software aggiornati, ma contenente le stesse elettroniche del modello precedente, consentendo così ai possessori del modello precedente di eseguire l'update semplicemente aggiornandone il sistema operativo. Allo stesso modo, l'Electro 2 era disponibile nelle versioni a 61 tasti, 73 tasti e rack.
Nel 2009 venne distribuita la Nord Electro 3, che aggiungeva alla Electro 2 l'emulazione di organi elettrici Farfisa e Vox, oltre ad un B3 migliorato e nuovi effetti. Includeva anche campionamenti originali di librerie di Mellotron, e diversi altri supporti scaricabili online dalla Nord Sample Library. Fu lanciata solamente nelle versioni a 61 e 73 tasti semi-pesati.
Nel 2011 uscì sul mercato la Nord Electro 3HP (Hammer Portable), con una leggera tastiera pesata ("hammer-action") da 73 tasti, al posto dei vecchi tasti semi-pesati "waterfall" simili a quelli degli organi.
Nel 2012 venne distribuita la Nord Electro 4D, che rimpiazzava i drawbars digitali dei precedenti modelli con veri drawbars meccanici, e con un Hammond B3 aggiornato. Originalmente disponibile solamente nella versione a 61 tasti semi-pesati "waterfall", fu seguita nei mesi seguenti dai modelli Nord Electro 4 HP e 4 SW, con le stesse caratteristiche ma con maggiore memoria a disposizione per il piano e i samples, i vecchi drawbars digitali, e 73 tasti pesati come nella Electro 3 HP.
Nel 2015 venne introdotta nella serie la "Nord Electro 5", la quale si differenziò principalmente dalla Electro 4 per un notevole incremento della memoria disponibile per i suoni campionati, un miglioramento dell'emulazione dell'Hammond B3, fiore all'occhiello della serie Electro, la presenza di un display OLED e la possibilità di usare 2 suoni contemporaneamente, in split o in layer.
Questo permise alla Electro 5 di costituire sotto molti punti di vista un punto intermedio tra la serie Electro e la serie Stage, in quanto la versatilità della tastiera aumentò considerevolmente. Le versioni in cui l'Electro 5 fu prodotta furono: 61 tasti waterfall semipesati con drawbars fisici (versione 5D), 73 tasti waterfall semipesati con drawbars fisici (versione 5SW), e 73 tasti pesati con drawbars digitali (versione HP).